# Corpo de Bombeiros Militar do Estado do Tocantins
O Corpo de Bombeiros Militar do Estado do Tocantins (CBMTO) é uma Corporação cuja missão primordial consiste na execução de atividades de defesa civil, prevenção e combate a incêndios, buscas, salvamentos e socorros públicos no âmbito do estado do Tocantins.
Ele é Força Auxiliar e Reserva do Exército Brasileiro, e integra o Sistema de Segurança Pública e Defesa Social do Brasil. Seus integrantes são denominados Militares dos Estados pela Constituição Federal de 1988, assim como os membros da Polícia Militar do Estado do Tocantins.

## Histórico
O Corpo de Bombeiros do Estado do Tocantins é o mais recente criado no Brasil e  iniciou suas atividades como 1ª CIBM, Companhia Independente de Bombeiros, em 14 de dezembro de 1992, ligada organicamente à Policia Militar do Tocantins.
A primeira turma com quarenta e nove bombeiros formou-se em 14 de janeiro de 1994. Na época a companhia possuía o reduzido efetivo de sessenta e dois militares, com poucos graduados e apenas dois oficiais. A sede da Corporação funcionava junto ao Comando Geral da Polícia Militar, no antigo prédio da Assembleia Legislativa do Estado.
Em 2004 a 1ª CIBM foi transformada no 1º Batalhão de Bombeiros Militar. E em 2005 o CBMTO desvinculou-se da Polícia Militar, passando a dispor de estrutura administrativa e financeira própria.

## Estrutura Operacional
- 1º BBM (Batalhão de Bombeiros Militar) - Sede no Antigo Aeroporto de Palmas;
  - 1ª CBM (Companhia de Bombeiros Militar) - Palmas;
    - SCI (Seção Contra Incêndio) - Aeroporto de Palmas;

  - 2ª CBM - Taquaralto;
  - 2º BBM (Batalhão de Bombeiros Militar)- Araguaína;
  - 4ª CBM - Gurupi;
    - 1º GBM (Grupo de Bombeiros Militar) - Paraíso;
    - 2º GBM - Porto Nacional.